# Ingrid Nargang
Ingrid Nargang (n. 17 aprilie 1929, Cernăuți, România – d. 10 mai 2019, Schärding, Austria Superioară, Austria) a fost o avocată, judecătoare și istoric contemporan austriac. A condus din 1964 până în 1993 tribunalul districtual din Engelhartszell, fiind prima femeie care a condus un tribunal districtual rural al sistemului judiciar din Austria.

## Biografie
Alice Ingrid Annemarie Nargang s-a născut în orașul Cernăuți din România, la 17 aprilie 1929. Provienea dintr-o veche familie austriacă de funcționari publici. Străbunicul ei a fost filologul clasic și directorul de liceul Stefan Wolf, iar un bunic a fost avocat. Familia a locuit în orașul Cernăuți din Bucovina, care până la sfârșitul Primului Război Mondial a fost un ducat al Imperiului Austriac, apoi a fost parte componentă a Regatului României, iar în prezent este divizată între România și Ucraina (unde este inclus orașul Cernăuți). Ingrid Nargang a fost crescută de mama și de bunica ei. Tatăl ei și-a părăsit familia atunci când fetița avea doi ani. În vara anului 1940, când Nargang avea vârsta de unsprezece ani, Uniunea Sovietică a ocupat nordul Bucovinei ca urmare a Pactului Molotov–Ribbentrop, dar, în urma unui acord încheiat cu Reich-ul German, a permis relocarea populației de origine germană. Ingrid Nargang a locuit împreună cu mama și bunica ei mai întâi în Silezia Inferioară, iar apoi în Silezia Superioară. Atunci când armatele sovietice s-au apropiat de Germania spre sfârșitul celui de-al Doilea Război Mondial, familia Nargang s-a refugiat în Austria Superioară.
În calitate de persoană „strămutată” și „etnică germană” care locuia în satul Oberweis din apropiere de Gmunden, Ingrid Nargang a urmat școala gimnazială la Gmunden începând din toamna anului 1945. După absolvirea studiilor secundare în 1948, a studiat jurisprudența la Innsbruck. Ea a urmat, de asemenea, un curs universitar la academia comercială. În anul 1952 a obținut doctoratul în drept. După ce a lucrat timp de un an ca funcționară în sistemul judiciar, a decis să-și continue pregătirea profesională și a urmat studii de economie până în 1955, obținând în anul 1959 un al doilea doctorat în științe sociale și economice. În această perioadă, Nargang a început deja să lucreze ca avocat stagiar în Linz și a susținut examenul de intrare în barou. Ulterior, a lucrat ca juristă la Tribunalul din Linz.
În anul 1963 a devenit judecător, iar din 1964 până la pensionarea sa, în 1993, Ingrid Nargang a condus tribunalul districtual Engelhartszell. A fost prima femeie care a condus un tribunal districtual rural austriac.
Ingrid Nargang a fost pasionată de istoria contemporană și a cercetat istoria germanilor bucovineni și situația refugiaților din Austria Superioară de după cel de-al Doilea Război Mondial. Ea a fost, de asemenea, membru fondator al organizației regionale a refugiaților germani bucovineni din Linz.
În ultimii săi ani de viață Ingrid Nargang a locuit la Engelhartszell, Linz și Viena. A murit în orășelul Schärding la 10 mai 2019.

## Lucrări
- Die Deutschen aus der Bukowina : Herkunft, Umsiedlung/Flucht, Neubeginn, Österreichische Landsmannschaft, Viena, 2013, 112 p.